# Alfons De Wolf
Alfons De Wolf (Willebroek, 22 giugno 1956) è un ex ciclista su strada e pistard belga.
Professionista dal 1979 al 1990, conta la vittoria di una Milano-Sanremo e di un Giro di Lombardia.

## Carriera
All'esordio tra i professionisti vinse cinque tappe alla Vuelta a España del 1979, per un totale di otto vittorie a fine stagione. Il trend positivo continuò negli anni successivi: nel 1980 si aggiudicò il Giro di Lombardia e il Trofeo Baracchi, e nel 1981 la Milano-Sanremo; ottenne anche diversi piazzamenti, sia in brevi corse a tappe come la Parigi-Nizza, sia nelle classiche come la Gand-Wevelgem.
Nel 1982 si piazzò secondo nella Liegi-Bastogne-Liegi e nella Parigi-Tours e nel 1983 conquistò alcune classiche del panorama italiano come il Giro di Toscana e il Giro di Romagna.
Negli anni successivi le vittorie diminuirono, una tappa al Tour de France e ancora una alla Vuelta, quindi quasi più nessun successo. Continuò a correre fino al 1990, senza quasi più lasciar traccia, a parte alcune vittorie in criterium e circuiti belgi.

## Palmarès

### Strada
- 1976 (dilettanti)

Classifica generale Tour de la Province de Namur
- 1977 (dilettanti)

Grote Prijs Bodson
Grote Prijs Gilbert Glineur
Brussel-Opwijk
Classifica generale Tour du Hainaut Occidental
Kattekoers
- 1978 (dilettanti)

Paris-Roubaix Espoirs
Etoile Hennuyère
2ª tappa Grand Prix Tell (Svitto > Vals Platz)
5ª tappa Grand Prix Tell (Emmen > Mutschellen Pass)
Campionati belgi, prova in linea dilettanti
- 1979 (Lano-Boule d'Or, sette vittorie)

Omloop Schelde-Durme
2ª tappa Vuelta a España (Siviglia > Cordova)
7ª tappa Vuelta a España (Alcoy > Sedaví)
9ª tappa Vuelta a España (Benicasim > Reus)
16ª tappa, 2ª semitappa Vuelta a España (Valladolid, cronometro)
19ª tappa Vuelta a España (Madrid > Madrid)
Sint Kwintens-Lennik
- 1980 (Lano-Boule d'Or, cinque vittorie)

4ª tappa, 1ª semitappa Giro del Belgio (Bruxelles > Waremme)
Omloop van de Westkust-De Panne
3ª tappa Driedaagse De Panne - Koksijde (De Panne > De Panne)
Druivenkoers-Overijse
Giro di Lombardia
- 1981 (Vermeer-Thijs, cinque vittorie)

Milano-Sanremo
4ª tappa Giro del Belgio (Lembeek > Bredene)
6ª tappa Tour de Suisse (Brig-Glis > Lugano)
Circuit des Frontiéres-Templeuve
Polders-Kempen
- 1982 (Vermeer-Thijs, quattro vittorie)

Sassari-Cagliari
Omloop Het Volk
1ª tappa, 1ª semitappa Driedaagse De Panne - Koksijde (Tielen > Mol)
5ª tappa Quattro Giorni di Dunkerque
- 1983 (Bianchi-Piaggio, sei vittorie)

Omloop Het Volk
1ª tappa Setmana Catalana (Santa Coloma de Gramenet > Gerona)
2ª tappa Giro del Trentino (Torbole sul Garda > Arco di Trento)
Giro di Toscana
Giro di ROmagna
Coppa Agostoni
- 1984 (Europ Decor, quattro vittorie)

3ª tappa Vuelta a Andalucía (Écija > Cabra)
1ª tappa Tour de Romandie (Meyrin > Vevey)
13ª tappa Tour de France (Rodez > Domaine du Rouret)
6ª tappa Giro di Norvegia
- 1985 (Fagor, due vittorie) Tremp)

2ª tappa Vuelta a la Comunidad Valenciana

#### Altri successi
- 1979 (Lano-Boule d'Or)

Malderen (Criterium)
Erembodegem-Terjoden (Kermesse)
Dilsen (Kermesse)
Buggenhout (Criterium)
Boom (Kermesse)
Tienen-Bost (Kermesse)
Classifica a punti Vuelta a España
- 1980 (Lano-Boule d'Or)

Nederbrakel (Kermesse)
Willebroek (Kermesse)
Strijpen (Kermesse)
Trofeo Baracchi (con Jean-Luc Vandenbroucke)
- 1981 (Vermeer-Thijs)

Ottignies (Kermesse)
Eelko (Kermesse)
Herselt (Kermesse)
Nacht van Peer (Kermesse)
Malderen (Criterium)
- 1982 (Vermeer-Thijs)

Acht van Brasschaat (Kermesse)
- 1983 (Bianchi-Piaggio)

1ª tappa Giro d'Italia (Brescia > Mantova, cronosquadre)
- 1984 (Europ Decor)

Londerzeel (Criterium)
Malderen (Criterium)
- 1985 (Fagor)

Roselare (Kermesse)
Deerlijk (Criterium)
- 1987 (ADR)

Strombeek-Bever (Kermesse)
- 1989 (ADR)

Malderen (Criterium)

### Pista
- 1981

Sei giorni di Anversa (con René Pijnen)

## Piazzamenti

### Grandi giri
- Giro d'Italia

1983: 49º
1986: 38º
1989: 70º
- Tour de France

1981: 11º
1982: 31º
1984: 74º
1985: fuori tempo massimo
1988: 102º
- Vuelta a España

1979: 9º
1985: 81º

### Classiche monumento
- Milano-Sanremo

1980: 10º
1981: vincitore
1982: 15º
1983: ritirato
1985: 12º
1986: 42º
1987: 82º
1988: 77º
- Giro delle Fiandre

1979: 30º
1980: 10º
1981: 7º
1982: 18º
1983: 19º
1986: 6º
1987: 46º
1988: 36º
- Parigi-Roubaix

1979: 9º
1980: 6º
1981: 10º
1982: 13º
1984: 19º
1988: 27º
- Liegi-Bastogne-Liegi

1979: 8º
1980: 4º
1982: 2º
1983: 8º
1985: 37º
1987: 42º
1988: 15º
- Giro di Lombardia

1980: vincitore
1982: 13º

### Competizioni mondiali
- Campionati del mondo su strada

San Cristóbal 1977 - In linea Dilettanti: 5º
Sallanches 1980 - In linea: ritirato
Praga 1981 - In linea: 7º
Goodwood 1982 - In linea: 43º
Altenrhein 1983 - In linea: 11º
- Giochi olimpici

Montréal 1976 - In linea: 4º